# Ojtał
Ojtał – wieś w południowym Kazachstanie, w obwodzie żambylskim. Liczy 9700 mieszkańców (2006). Ośrodek przemysłu spożywczego.